# دوك مارشال (لاعب كرة قاعدة)
دوك مارشال (بالإنجليزية: Doc Marshall)‏ هو لاعب كرة قاعدة أمريكي، ولد في 22 سبتمبر 1875 في بتلر في الولايات المتحدة، وتوفي في 11 ديسمبر 1959 في كلينتون في الولايات المتحدة.

## وصلات خارجية
- دوك مارشال (لاعب كرة قاعدة) على موقعبيزبول رفرنس.كوم (الدوري الرئيسي) (الإنجليزية)
- دوك مارشال (لاعب كرة قاعدة) على موقعبيزبول رفرنس.كوم (الدوري الثانوي) (الإنجليزية)